# Muksu
Muksu (rusky Муксу) je řeka v Tádžikistánu. Je 88 km dlouhá. Povodí má rozlohu 7070 km².

## Průběh toku
Vzniká soutokem řek Seldara a Sauksaj, které pramení z ledovců Fedčenko a Saukdara. Je levou zdrojnicí Surchobu (pravou je Kyzylsu), jež je horním tokem Vachše (povodí Amudarji).

## Vodní režim
Zdroj vody je ledovcovo-sněhový. Nejvyšších vodních stavů dosahuje od konce května do začátku října. Průměrný průtok vody činí přibližně 100 m³/s.